# Parc naturel régional Salina di Punta della Contessa
Le parc naturel régional Salina di Punta della Contessa (en italien : Parco naturale regionale Salina di Punta della Contessa) est un espace naturel protégé créé dans les Pouilles en 2002 au sud de Brindisi, dans la province de Brindisi,.

## Caractéristiques
La saline di Punta della Comtessa s'étend entre Capo di Torre Cavallo et Punta della Comtessa  et comprend aussi des zones de protection spéciale (ZPS) en raison de la présence d'espèces d'oiseaux d'intérêt communautaire. C'est aussi un site d'importance communautaire (SIC), en raison notamment de la présence de deux habitats prioritaires comme les lagunes côtières et les steppes salées méditerranéennes.
Les rives des lagunes et les zones humides environnantes sont recouvertes de vastes bosquets de salicorne glauque (Arthrocnemum macrostachyum) et de salicorne vivace (Sarcocornia perennis), un habitat naturel menacé de disparition sur le territoire de l'Union européenne et donc objet de mesures de conservation communautaires.

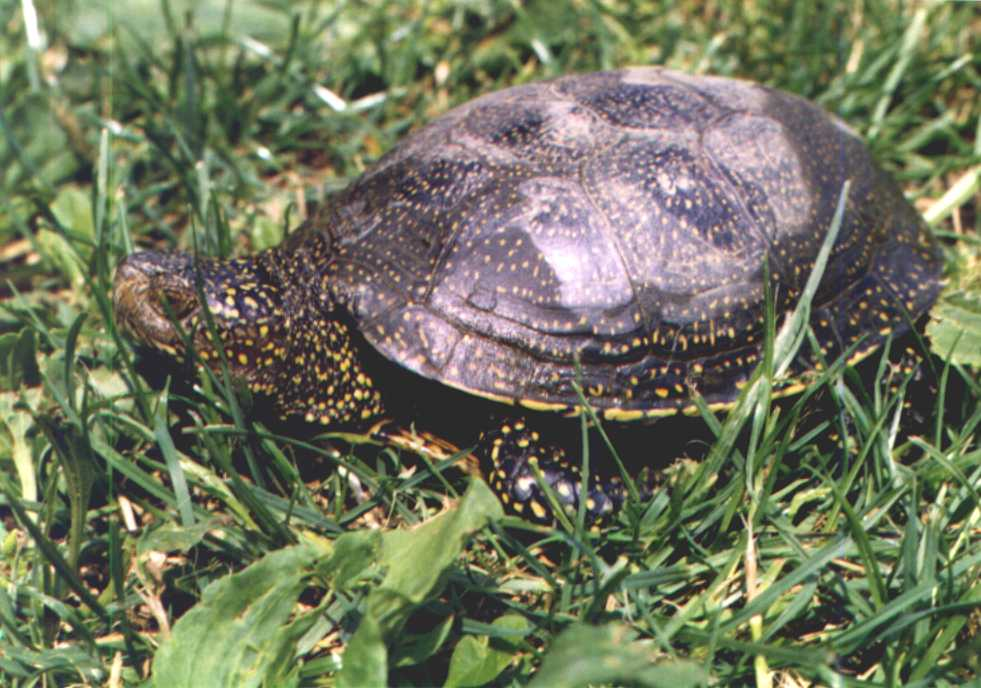
Une cistude.

La zone est caractérisée par de vastes bassins d'eau douce le long de la côte et de nombreux canaux qui descendent jusqu'à la mer et collectent l'eau de pluie. Ces bassins sont situés à une certaine distance de la mer, séparés par des dunes de faible dimension, qui ne peuvent empêcher certaines ondes de tempête, permettant ainsi à l'eau de mer d'atteindre les bassins.
L'oasis est très importante du point de vue ornithologique, notamment dans le canal Foggia di Rau où il est également possible de trouver la cistude (Emys orbicularis), une population qui a cependant connu un déclin démographique au cours des dernières décennies.

### Autres projets
- Aree naturali protette della Puglia (it)